# Sprickdalssjö

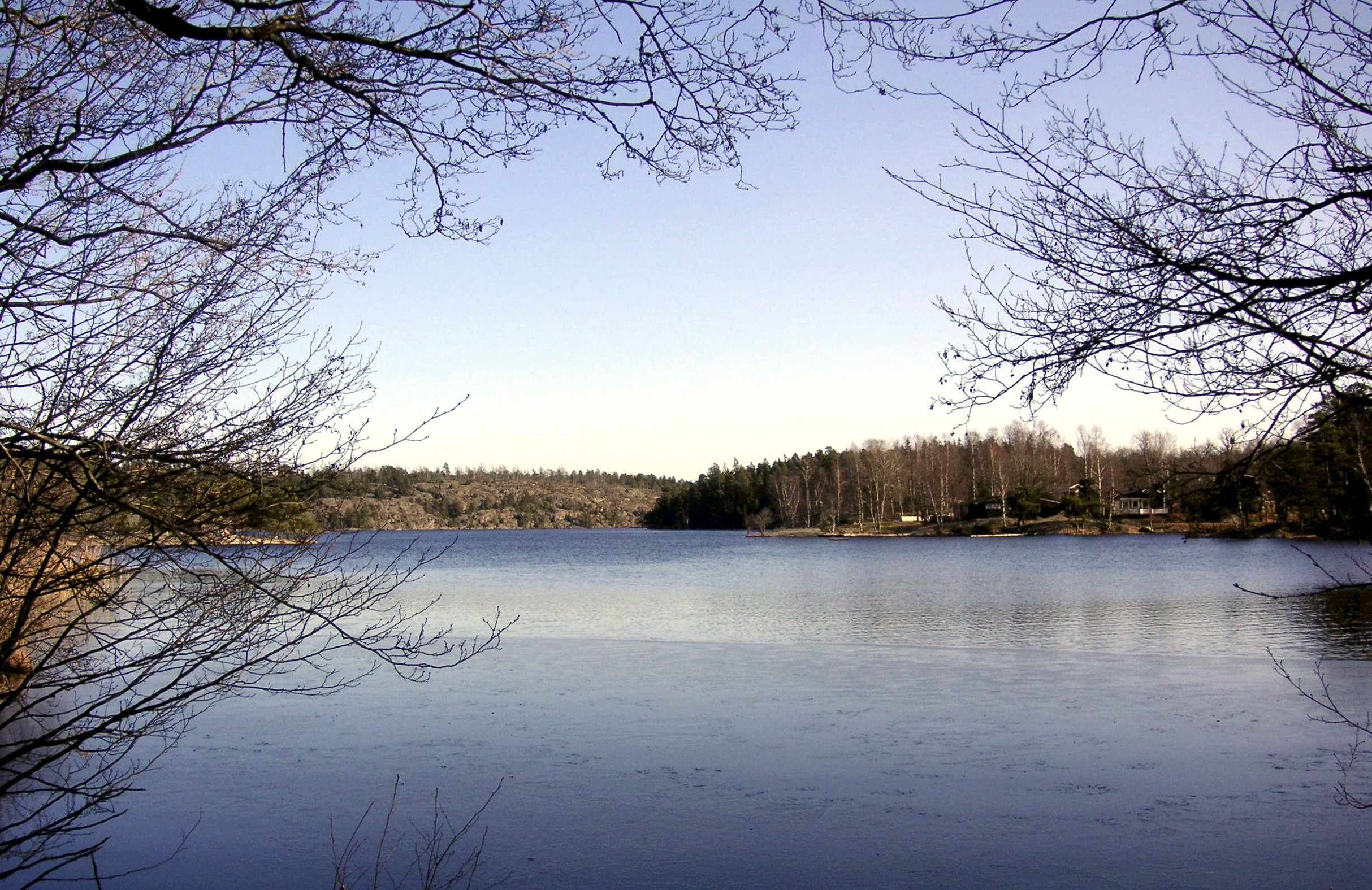
Källtorpssjön i Nacka kommun.

Sprickdalssjöar är i Norden ofta djupa, avlånga och näringsfattiga sjöar. Dessa ligger i en spricka i berggrunden som uppkommit som en följd av starka rörelser i jordskorpan för cirka 40–50 miljoner år sedan och som genom erosion vidgats till en dalgång. Typiskt för sprickdalssjöar är stränder med branta bergsstup.

## Sverige
Några exempel på sprickdalssjöar i Sverige är:
- Bleklången i Finspångs kommun som ligger i anslutning till Trollkäringeskogens naturreservat.
- Källtorpssjön i Nackareservatet i Nacka kommun, maxdjup cirka 7,5 meter.
- Sjöarna Opplången och Värmlången i Linköpings kommun.
- Kåsjön i Partille kommun, maxdjup cirka 30 meter.
- Sjön Norrviken i Sollentuna kommun och Upplands Väsby kommun, maxdjup cirka 12 meter.
- Översjön, sjön delas mellan Järfälla kommun och Sollentuna kommun, maxdjup cirka 4,1 meter.
- Tullingesjön i Botkyrka kommun.
- Flemingsbergsviken i Huddinge kommun.
- Lojstasjöarna på Gotland.